# Atsedu Tsegay
Atsedu Tsegay (amharisch አፀዱ ፀጋይ; * 17. Dezember 1991) ist ein äthiopischer Langstreckenläufer, der sich auf Straßenläufe spezialisiert hat.
2010 wurde er Zweiter beim Rabat-Halbmarathon, stellte er bei der Corrida de Langueux und bei Marseille – Cassis einen Streckenrekord auf und siegte beim 15-km-Rennen des Istanbul-Marathons.
2012 folgte ein Streckenrekord beim Prag-Halbmarathon.

## Persönliche Bestzeiten
- 10-km-Straßenlauf: 27:46 min, 25. Juni 2011, Langueux
- Halbmarathon: 58:47 min, 31. März 2012, Prag